# Борнвілл (Огайо)
Борнвілл (англ. Bourneville) — переписна місцевість (CDP) в США, в окрузі Росс штату Огайо. Населення — 241 особа (2020).

## Географія
Борнвілл розташований за координатами 39°16′58″ пн. ш. 83°9′35″ зх. д. / 39.28278° пн. ш. 83.15972° зх. д. (39.282856, -83.159610).  За даними Бюро перепису населення США в 2010 році переписна місцевість мала площу 1,30 км², уся площа — суходіл.

## Демографія
Згідно з переписом 2010 року, у переписній місцевості мешкало 199 осіб у 80 домогосподарствах у складі 54 родин. Густота населення становила 153 особи/км².  Було 93 помешкання (71/км²).
Расовий склад населення:
| - 98,5 % — білих - 0,5 % — корінних американців |

До двох чи більше рас належало 1,0 %. Частка іспаномовних становила 0,5 % від усіх жителів.
За віковим діапазоном населення розподілялося таким чином: 22,1 % — особи молодші 18 років, 57,8 % — особи у віці 18—64 років, 20,1 % — особи у віці 65 років та старші. Медіана віку мешканця становила 39,8 року. На 100 осіб жіночої статі у переписній місцевості припадало 80,9 чоловіків;  на 100 жінок у віці від 18 років та старших — 91,4 чоловіків також старших 18 років.
Цивільне працевлаштоване населення становило 16 осіб. Основні галузі зайнятості: мистецтво, розваги та відпочинок — 100,0 %.